# Льопис, Сальвадор
Сальвадор Льопис Солер (2 июля 1950 — 9 января 2014), более известный как Кота, — испанский футболист, который играл на позиции вратаря.

## Биография
Дебютировал в профессиональном футболе в 1967 году с «Оливой», в клубе он оставался в течение двух сезонов. После недолгого пребывания в «Валенсия Месталья» он перешёл в первую команду «Валенсии» Альфредо Ди Стефано в 1970 году, с ней он стал чемпионом Испании в 1970/71 сезоне. Однако он был лишь дублёром Анхеля Абелардо, который сыграл все матчи лиги в том сезоне. Он дебютировал в клубе в 1971 году в матче Копа дель Рей против «Мальорки». Однако он так и не стал основным вратарём команды. В последние сезоны в клубе его преследовали травмы, в конечном итоге он продолжил карьеру в «Саморе». Он также играл за «Вильярробледо», «Торревьеху» и наконец вернулся в «Оливу», где и закончил карьеру профессионального футболиста.

## Ссылка
- Профиль на сайте BDFutbol.com (англ.)
- Ficha del jugador en ciberche
- Профиль на сайте playmakerstats.com (англ.)
- Профиль на сайте worldfootball.net (англ.)
- Ficha del jugador en footballdatabase